# 反町哲之
反町 哲之（そりまち てつゆき、1962年10月24日- ）は日本のベーシスト、作曲家、作詞家、音楽プロデューサー。愛称はYUKI。群馬県渋川市出身。日本電子専門学校卒業。

## 来歴
14歳でベースを始める。1983年、REACTIONを結成。1985年、DANGER CRUE RECORDSからアルバム「INSANE」を発表。1986年、Invitationからアルバム「AGITATOR」をリリース、メジャー・デビュー。その後、5枚のアルバム、1枚のシングル、3本のビデオを発表し、1989年、解散。
1989年、DEVILSに加入。BAIDISから3枚のアルバムを発表する。1992年、DEVILS解散。その後、G.D.FLICKERSに加入。ロフトレーベルで1枚のアルバムを発表するも、脱退。その後は一切の演奏活動を停止。表舞台から姿を消す。
2006年、ギタリスト斉藤”YASU”康之からの一本の電話をきっかけに、REACTION再結成へと動き出す。ボーカルに元BODYの木村直樹を迎え、作曲、リハーサル、レコーディングを開始するも、2008年12月に斉藤"YASU"康之、2015年3月にドラマーの梅沢"UME chan"康博が死去。反町の再結成REACTIONにおける活動はここで一旦、封印されるが、再結成に向けて、斉藤が残した楽曲と自身が再結成のために作ってきた楽曲を世に出すべく、2020年にレコーディングを再開。2021年7月、既発曲の再録を含むアルバム「Farewell」をリリース。同年11月にはアルバムと同名の「Farewell」と題した2公演を、東京のライブハウス・目黒鹿鳴館で開催した。SNSなどで「REACTIONが主催する形で実施するワンマン公演はこれが最後」とするも「引退すると言ったわけではない」と発言。REACTIONとしてのライブ出演は所属事務所、レーベルのDANGER CRUE RECORDSを傘下に置くMAVERICK DC GROUPの創立40周年記念イベントの出演が最後となっている。その後も音楽ユニット・REACTION AcousticでREACTIONの楽曲をアコースティックバージョンで演奏することはある。
近年はK.INOJOらと映像、音楽を制作するグループFlagmanを設立。文化庁のARTS for the future!（AFF）に採択された芸術作品の制作に取り組むなど、その活動の場を広げている。

## 演奏スタイル
基本はピックを使用しているが、楽曲によっては指弾きすることもある。影響を受けたミュージシャンはジョン・ポール・ジョーンズ、ジョン・ウェットン、ジャン＝ジャック・バーネル、スティング。

## 使用機材
REACTION時代から現在までフェルナンデスのエンドーサー。REACTION時代は同社製の白いモッキンバードタイプをメインにしていたほか、同社製リッケンバッカータイプのモデルも使用。反町の使用楽器はいずれもZODIAC WORKSのルシア、故松崎淳がフェルナンデス在籍中に製作したもの。このオリジナルYUKIモデルはREACTIONの解散コンサート後に行方不明になる。その後、反町はREACTIONの再結成ライブに向けて、同ベースの市販タイプMB95YKを入手。オリジナルの製作者である松崎淳のところに持ち込まれ、REACTION時代に使用していたスタイルに改造された。このYUKIモデルは現在も反町のメインのベースとなっている。
このほか、エレクトリックベースではフェルナンデスのジャズベースタイプ、フレットレスベースタイプ、プレシジョンベースタイプ、モッキンバードタイプ、サンダーバードタイプ（いずれも試作モデル）に加え、イーグルタイプ（市販モデル）、REACTION AcousticではThe Beggarsのベーシストだった帆足“TOBY”祥彦の遺品、ゼマティスのエレクトリックアコースティックベースを使用している。REACTION Acoustic、キャメルのトリビュート・バンドHAMELではアリアのアップライトベースSWB-04を使用している。